# Borderlands
Borderlands este o serie de jocuri video de tip shooter cu elemente RPG, dezvoltată de Gearbox Software și publicată de 2K Games. Seria a debutat în 2009 cu primul joc, "Borderlands", și a devenit cunoscută pentru combinația sa unică de stil artistic cel-shaded, umor negru și gameplay de tip loot-shooter.

## Gameplay
Jocurile sunt centrate pe explorarea lumii, completarea misiunilor și colectarea unei varietăți imense de arme și echipamente. Fiecare armă are caracteristici unice și poate varia semnificativ în funcție de raritate și performanțe.

## Elemente Cheie ale Jocurilor Borderlands

### Stil Artistic Unic
Seria Borderlands folosește un stil artistic cel-shaded, care îi conferă un aspect vizual distinct, asemănător benzilor desenate. Acest stil ajută la evidențierea atmosferei umoristice și pline de acțiune a jocului.

### Personaje și Abilități
Jucătorii aleg dintre diferite personaje, fiecare cu propriile abilități speciale și stiluri de joc. Aceste personaje evoluează pe măsură ce acumulează experiență și deblochează noi puteri și abilități.

### Poveste și Umor
Jocurile Borderlands sunt cunoscute pentru povestea lor captivantă, plină de răsturnări de situație și personaje memorabile. Umorul negru și dialogurile spumoase sunt o parte integrantă a experienței de joc.

## Jocurile din Seria Borderlands

### Borderlands (2009)
Borderlands 1, lansat în 2009 de către Gearbox Software și publicat de 2K Games, a reprezentat o inovație în genul jocurilor video, combinând elemente de shooter la persoana întâi cu mecanici de RPG într-o lume deschisă plină de pericole și comori. Amplasat pe planeta inospitalieră și misterioasă Pandora, Borderlands a reușit să capteze atenția jucătorilor prin stilul său artistic unic, gameplay-ul inovativ și povestea captivantă.

### Borderlands 2 (2012)
Borderlands 2 este o capodoperă a genului shooter-RPG, lansată în 2012 de către Gearbox Software și publicată de 2K Games. Continuând succesul primului joc, Borderlands 2 reia povestea pe planeta inospitalieră Pandora, o lume unde legea și ordinea sunt concepte rare, iar haosul și violența sunt la ordinea zilei. Jocul introduce o poveste mult mai complexă și bine elaborată, aducând în prim-plan noi personaje, fiecare cu propriile abilități și motivații, dar și pe antagonicul charismatic și megalomanic Handsome Jack, care a devenit unul dintre cei mai emblematici răufăcători din istoria jocurilor video.

### Borderlands: The Pre-Sequel (2014)
Borderlands: The Pre-Sequel, lansat în 2014, este un capitol esențial și fascinant al universului Borderlands, oferind fanilor seriei o perspectivă unică asupra evenimentelor care au loc între Borderlands și Borderlands 2. Dezvoltat de 2K Australia în colaborare cu Gearbox Software, acest joc își propune să exploreze originile antagonistului emblematic Handsome Jack, înainte ca acesta să devină tiranul sadic cunoscut din Borderlands 2. Pre-Sequel-ul nu doar că extinde mitologia și complexitatea narativă a seriei, dar aduce și inovații semnificative în gameplay, setând acțiunea într-un mediu de joc complet nou – luna Elpis a planetei Pandora.

### Borderlands 3 (2019):
Borderlands 3 reprezintă o culminare epică a unui univers captivant și colorat, continuând moștenirea lăsată de predecesorii săi prin îmbinarea unică de acțiune frenetică, povestire memorabilă și umor inconfundabil. Lansat în septembrie 2019, acest titlu a fost dezvoltat de Gearbox Software și publicat de 2K Games, stabilind noi standarde pentru genul loot-shooter. Pe parcursul a aproape un deceniu, seria Borderlands a captivat inimile și mințile jucătorilor din întreaga lume cu universul său vibrant și expansiv, iar Borderlands 3 duce această moștenire la noi înălțimi.
În centrul atenției se află planeta Pandora, un tărâm dezolant și ostil, dar incredibil de bogat în mistere și pericole. În această lume, haosul este la ordinea zilei, iar puterea supremă este deținută de cei care pot descoperi și controla legendarul "Vault". Însă Pandora nu mai este singurul loc de interes; Borderlands 3 extinde orizonturile către noi planete, fiecare cu propriul ecosistem și set unic de provocări, oferind o paletă diversificată de aventuri pentru jucători.
În Borderlands 3, povestea se centrează pe ascensiunea și amenințarea gemenilor Calypso, Tyreen și Troy, care conduc un cult fanatic cunoscut sub numele de "Children of the Vault" (C.O.V.). Acești antagoniști carismatici și nemiloși aspiră să dețină puterea tuturor Vault-urilor din univers, transformându-se în zei și aducând un nou nivel de teroare pe Pandora și dincolo de aceasta. Misiunea de a-i opri pe gemenii Calypso cade în mâinile noilor Vault Hunters, recrutați de Lilith și de Crimson Raiders, într-o ultimă încercare de a salva universul de distrugerea iminentă.

### Borderlands: The Handsome Collection (2015)
Borderlands: The Handsome Collection reprezintă o ediție reîmprospătată a două dintre cele mai apreciate jocuri din seria Borderlands: Borderlands 2 și Borderlands: The Pre-Sequel. Lansată în martie 2015 pentru consolele PlayStation 4 și Xbox One, această colecție aduce o experiență îmbunătățită vizual și tehnic pentru fanii seriei, oferind oportunitatea de a retrăi aventurile explozive și umoristice ale Pandorei și ale lunii sale, Elpis. The Handsome Collection include, de asemenea, tot conținutul descărcabil (DLC) lansat anterior pentru ambele jocuri, oferind o valoare enormă și o multitudine de ore de gameplay suplimentar.

### Borderlands: Tiny Tina’s Wonderlands (2022)
Borderlands: Tiny Tina’s Wonderlands este un spin-off captivant și inovator din faimoasa serie Borderlands, lansat în martie 2022 și dezvoltat de Gearbox Software. Acest joc aduce o schimbare semnificativă în universul Borderlands prin introducerea unui cadru de fantezie medievală, inspirat de DLC-ul "Tiny Tina's Assault on Dragon Keep" din Borderlands 2. Jocul combină elementele clasice de loot-shooter ale seriei cu o lume de basm, plină de magie, creaturi mitice și aventuri epice.

## Impactul și Cultura Pop
Seria Borderlands a avut un impact profund și de durată asupra industriei jocurilor video și asupra culturii pop în general. De la inovațiile sale în gameplay și design, până la crearea unei baze de fani loiale și influențarea altor titluri, Borderlands a reușit să se impună ca un titlu de referință în genul loot-shooter.

## Inovații în Gameplay și Design

### Combinația de Shooter și RPG
Borderlands a fost pionier în integrarea elementelor de shooter în prima persoană cu mecanici RPG și de loot, oferind jucătorilor o experiență unică și captivantă. Această combinație inovatoare a influențat multe alte jocuri, cum ar fi Destiny, The Division și Warframe, care au adoptat mecanici similare și au construit pe fundația stabilită de Borderlands.

### Stil Artistic Unic
Un alt aspect distinctiv al seriei Borderlands este stilul său artistic cel-shaded. Această estetică vibrantă și asemănătoare benzilor desenate a diferențiat jocul de alte titluri din aceeași perioadă și a devenit un semn distinctiv al francizei. Stilul artistic a influențat și alte jocuri, precum The Walking Dead de la Telltale Games și Firewatch, demonstrând impactul vizual al seriei asupra industriei.

### Umor și Narațiune
Borderlands este cunoscut pentru umorul său negru și dialogurile spumoase. Personajele memorabile, precum Claptrap și Handsome Jack, au devenit iconice în cultura gaming-ului. Umorul și povestea captivantă au făcut ca jocul să fie apreciat nu doar pentru gameplay, ci și pentru experiența narativă pe care o oferă.

## Comunitatea și Impactul Social

### Bază de Fani Dedicată
De-a lungul anilor, Borderlands a dezvoltat o comunitate de fani extrem de loiali și dedicați. Această bază de fani a contribuit la popularitatea jocului prin crearea de fan art, cosplay și participarea la evenimente dedicate, cum ar fi convențiile de gaming și întâlnirile comunității. Implicarea activă a fanilor a consolidat și mai mult poziția seriei în cultura pop.

### Streaming și YouTube
Seria Borderlands a avut un succes notabil pe platformele de streaming și pe YouTube. Creatori de conținut și streameri au realizat playthrough-uri, ghiduri și videoclipuri amuzante, contribuind la vizibilitatea și popularitatea seriei. Aceste platforme au ajutat la atragerea unui public nou și la menținerea interesului pentru jocuri chiar și la mult timp după lansare.

## Expansiunea în Alte Media

### Benzile Desenate și Romanele Grafice
Universul Borderlands a fost extins prin benzi desenate și romane grafice, care au explorat povești adiționale și au oferit detalii suplimentare despre personaje și lume. Aceste adaptări au ajutat la consolidarea și extinderea universului narativ al seriei, atrăgând noi fani și oferind fanilor existenți conținut suplimentar de explorat.

### Adaptația Cinematografică
O adaptare cinematografică a Borderlands este în dezvoltare, regizată de Eli Roth și având în distribuție actori de renume precum Cate Blanchett, Kevin Hart și Jack Black. Aceasta va aduce lumea Borderlands pe marele ecran, atrăgând atenția atât a fanilor seriei, cât și a unui public nou, și promițând să extindă și mai mult impactul cultural al francizei.

## Recunoașterea și Premii

### Premii și Nominalizări
De-a lungul anilor, seria Borderlands a primit numeroase premii și nominalizări pentru inovația în gameplay, design artistic și narațiune. Borderlands 2, în special, a fost recunoscut pentru povestea sa captivantă și designul de nivel. Recunoașterea critică a ajutat la consolidarea reputației seriei și la atragerea unui public larg.

### Critica Pozitivă
Jocurile Borderlands au fost bine primite de critici, care au lăudat combinația unică de mecanici de joc, stilul artistic și umorul. Recenziile pozitive au contribuit la succesul comercial al seriei și la consolidarea acesteia ca un titlu influent în industria jocurilor video.

## Impactul Comercial

### Vânzări Succesive
Toate titlurile din seria Borderlands au avut succes comercial, cu vânzări care au depășit așteptările. Borderlands 3, în special, a devenit cel mai rapid vândut joc al 2K Games, stabilind recorduri de vânzări în primele zile de la lansare. Succesul comercial continuu al seriei demonstrează atracția sa durabilă și relevanța pe piața jocurilor video.

### Expansiuni și DLC-uri
Fiecare joc din serie a beneficiat de numeroase pachete de expansiune și DLC-uri care au adăugat conținut nou și au menținut interesul jucătorilor. Aceste adăugiri au contribuit la succesul pe termen lung al seriei și la crearea unei experiențe de joc durabile și variate.